# Dinijar Biljaletdinov
Dinijar Rinatovitj Biljaletdinov (russisk: Динияр Ринатович Билялетдинов) (født 27. februar 1985) er en russisk fodboldspiller. Han er midtbanespiller hos Trakai. Tidligere har han spillet for blandt andet Lokomotiv Moskva, Spartak Moskva og i England hos Everton.

## Fodboldkarriere
Biljaletdinov startede sin karriere i Lokomotiv Moskva. Efter at have debuteret i 2004, blev han fast mand i startopstillingen. Efterfølgende blev han udtaget til Ruslands landshold, da Jegor Titov og Dmitrij Loskov havde valgt at stoppe deres internationale karrierer.
Biljaletdinov er en alsidig spiller. Han kan både spille på venstre fløj, centralt på banen eller på den offensive midtbane, hvilket er hans favoritplads. I forhold til sin position som midtbanespiller scorer han relativt mange mål. Biljaletdinov er dog mest kendt for sine driblinger og sin hurtighed.
I 2009 forlod Biljaletdinov Rusland, og skiftede til Everton F.C. i England.

### Landsholdskarriere
I kvalifikationen til EM 2008 var Biljaletdinov med i 10 ud af 12 af Ruslands kampe. Han udlignede i kampen mod Israel, som i de sidste minutter dog blev tabt med 1-2. I den efterfølgende kamp mod Andorra lagde han op til Dmitrij Sytjovs afgørende mål. Da England samme dag tabte, kvalificerede Rusland sig til slutrunden.

## Titler
Lokomotiv Moskva
- Det russiske mesterskab (2004)
- Den russiske cup (2004)
- Ruslands supercup (2005)